# Kęszyca Leśna
Kęszyca Leśna – wieś sołecka w zachodniej Polsce, w województwie lubuskim, w powiecie międzyrzeckim, w gminie Międzyrzecz.
W latach 1994–1998 miejscowość administracyjnie należała do województwa gorzowskiego.

## Położenie
Miejscowość usytuowana wśród lasów, nad Jeziorem Kęszyckim, 10 km na południowy zachód od Międzyrzecza, na terenie dawnej bazy wojskowej.

## Opis
W 1993 bazę całkowicie opuścili żołnierze rosyjscy, stacjonujący w ramach 3 Samodzielnej Warszawskiej Brygady Łączności Naczelnego Dowództwa. Od lipca 1994 Kęszyca Leśna jest samodzielną miejscowością i siedzibą sołectwa w gminie Międzyrzecz. Znajdują się tutaj: hotel z restauracją, kilka sklepów, remiza OSP z muzeum pożarnictwa, kaplica i przystanek PKS.

## Zabytki
Do wojewódzkiego rejestru zabytków wpisane są:
- kościół pod wezwaniem św. Marcina, z 1728 roku
- obiekty Międzyrzeckiego Rejonu Umocnionego, z lat 1934–45, dec. → Międzyrzecz, Centralny Odcinek MRU. Pierwsze obiekty militarne zostały wzniesione przez Niemców w latach 1927–1935 i w latach 30. stanowiły zaplecze dla budowy Międzyrzeckiego Rejonu Umocnionego. W latach 1927–1945 baza wojskowa nosiła nazwę Regenwürmerlager (pol. Baza Dżdżownic), w czasie II wojny światowej szkolili się w niej żołnierze formacji zagranicznych, którzy w mundurach Waffen-SS walczyli po stronie Niemców – m.in. Belgowie i Sikhowie. W 1945 r. baza została zajęta przez Wojsko Polskie, a w 1957 r. przekazano ją wojskom radzieckim (stacjonował w niej radziecki batalion łączności): 
  - schrony bojowe: 
    - A 6 WEST;
    - Pz.W. nr : 721; 722; 724; 726; 727; 728; 730; 732; 733; 772; 773; 736; 739

  - blok wjazdowy E 64
  - szyby wentylacyjne i odwodnienia, nr: 2564; 2548; 23

inne obiekty:
- monumentalny pomnik przedstawiający czołgającego się łącznościowca na terenie bazy łączności dalekosiężnej Północnej Grupy Wojsk Armii Radzieckiej, jest ciekawym reliktem po żołnierzach radzieckich i rosyjskich
- budynki koszarowe są stopniowo remontowane i zasiedlane.

## Galeria

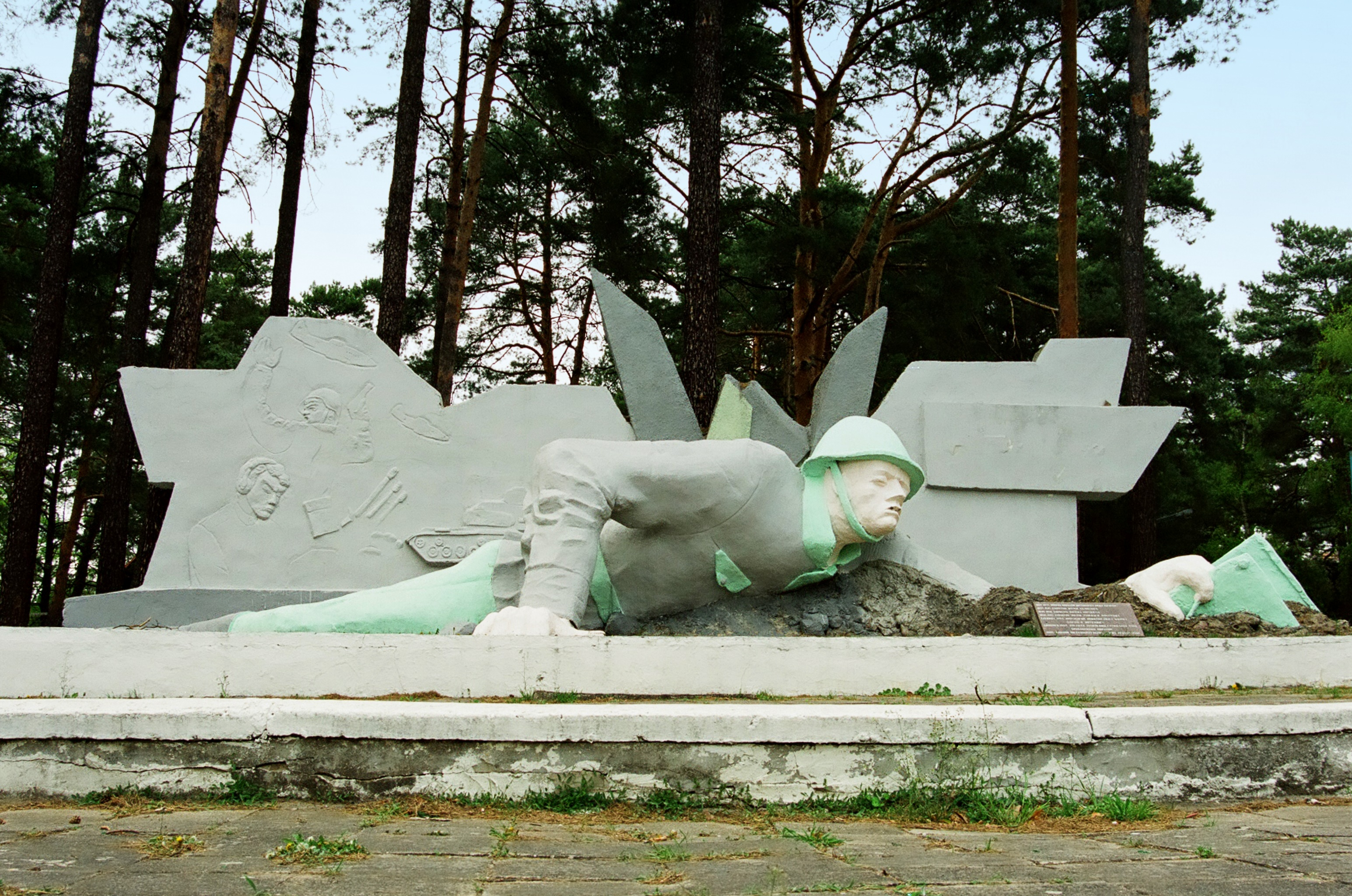
Pomnik łącznościowca
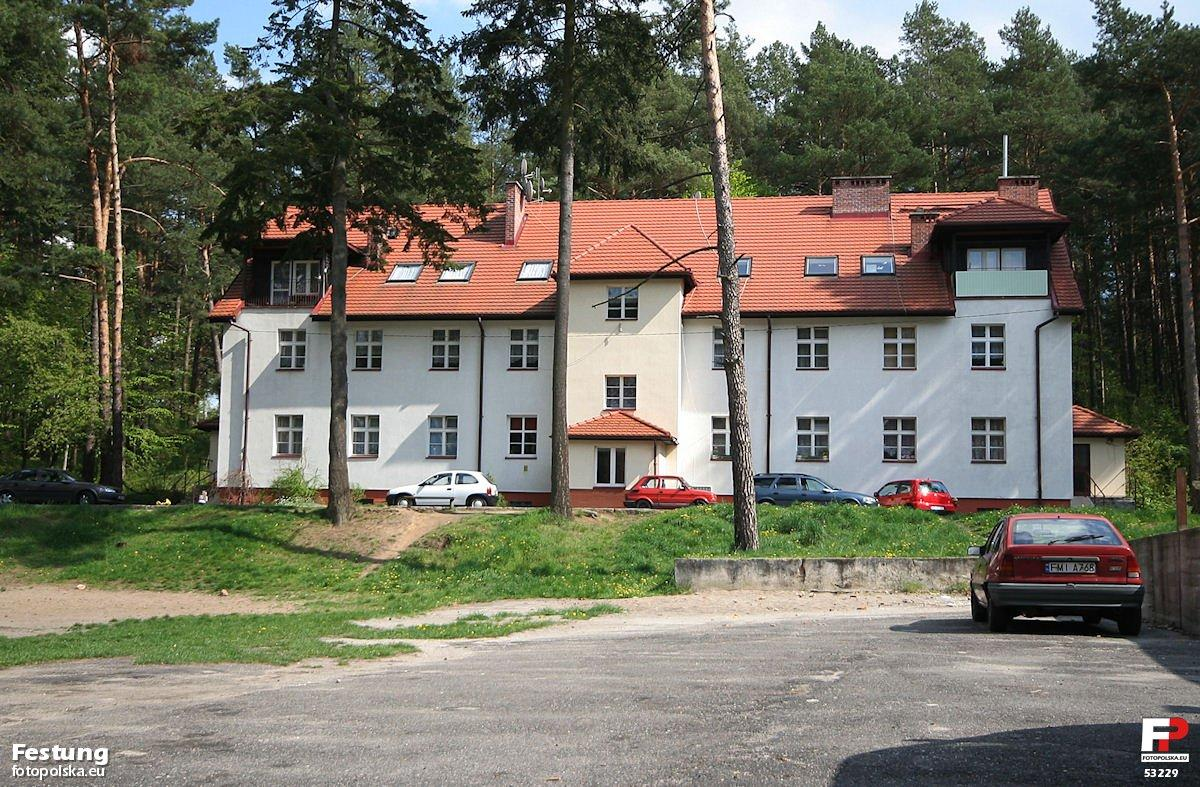
Obecnie budynek mieszkalny, niegdyś pełnił funkcję sztabu radzieckiego garnizonu
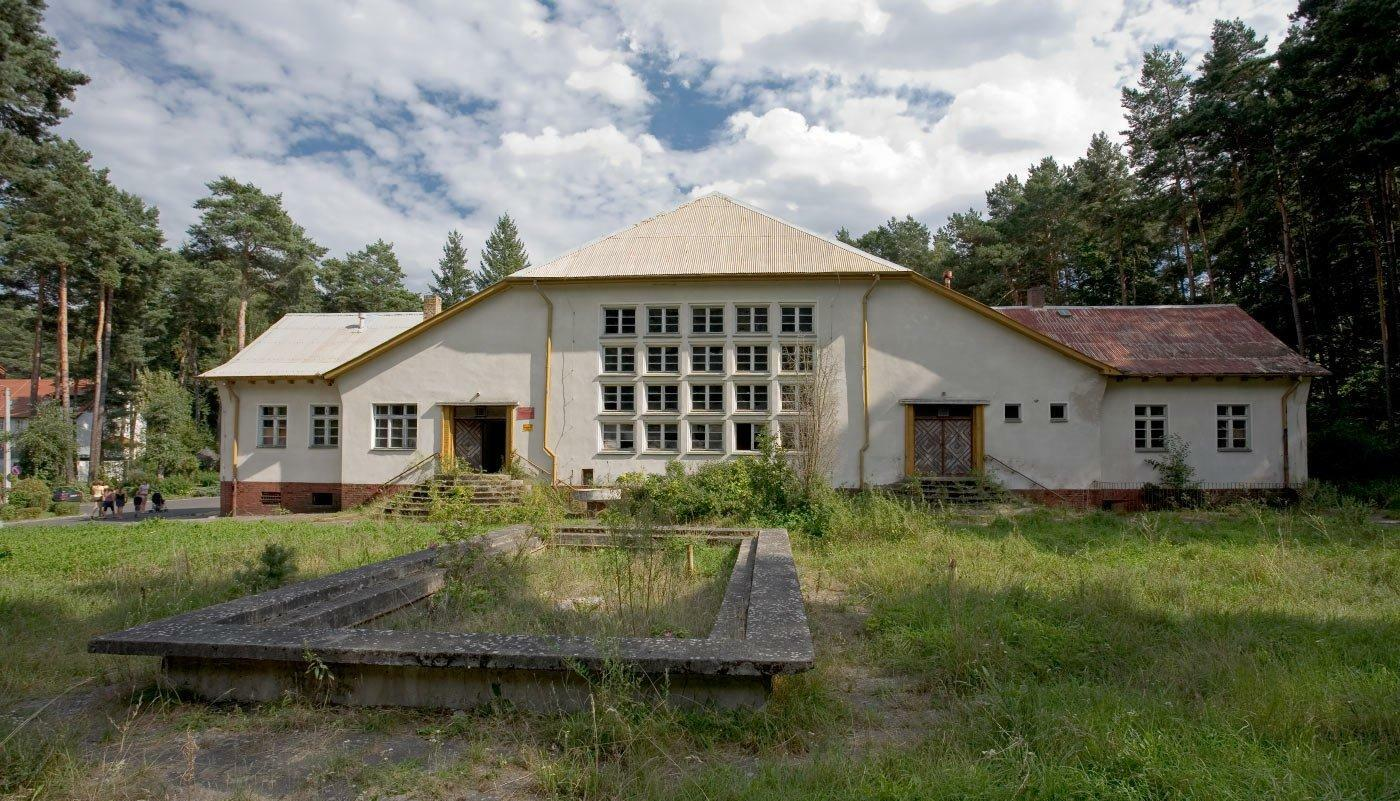
Dawne radzieckie kasyno oficerskie
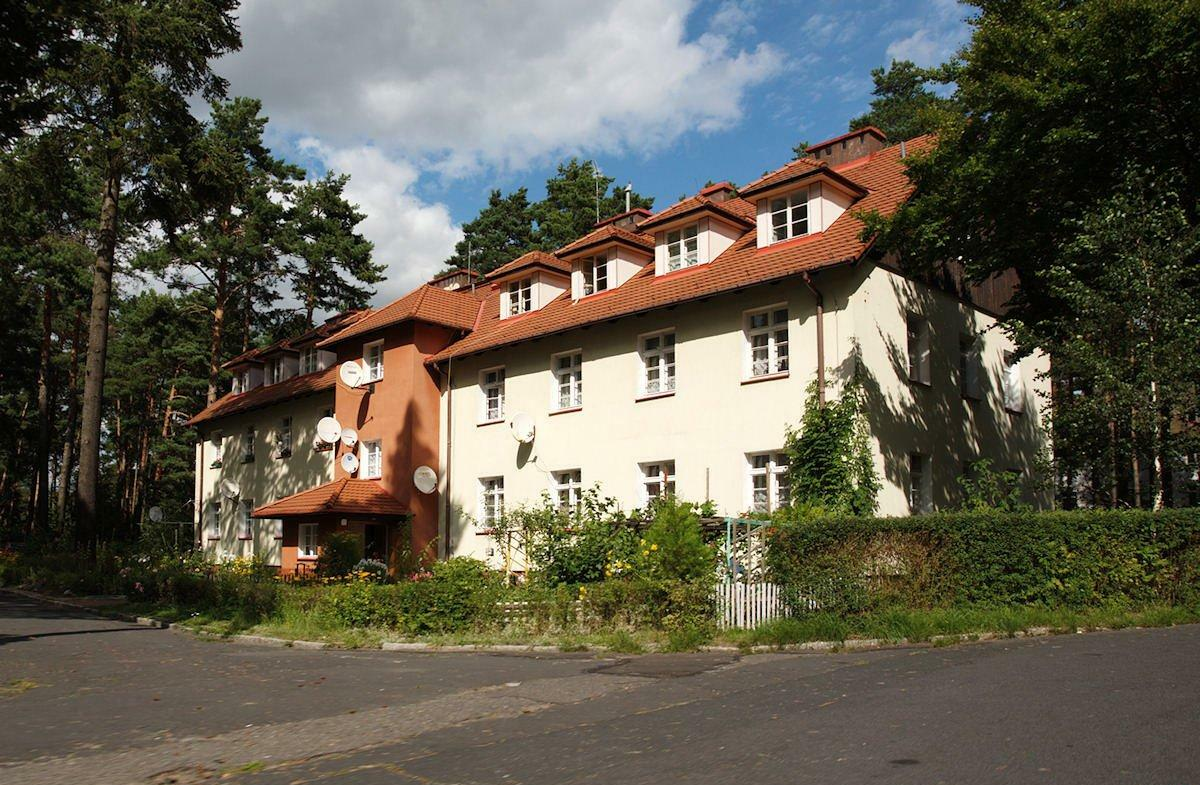
Poniemiecki budynek koszarowy z lat 30. XX w., obecnie "Dom chronionej starości"
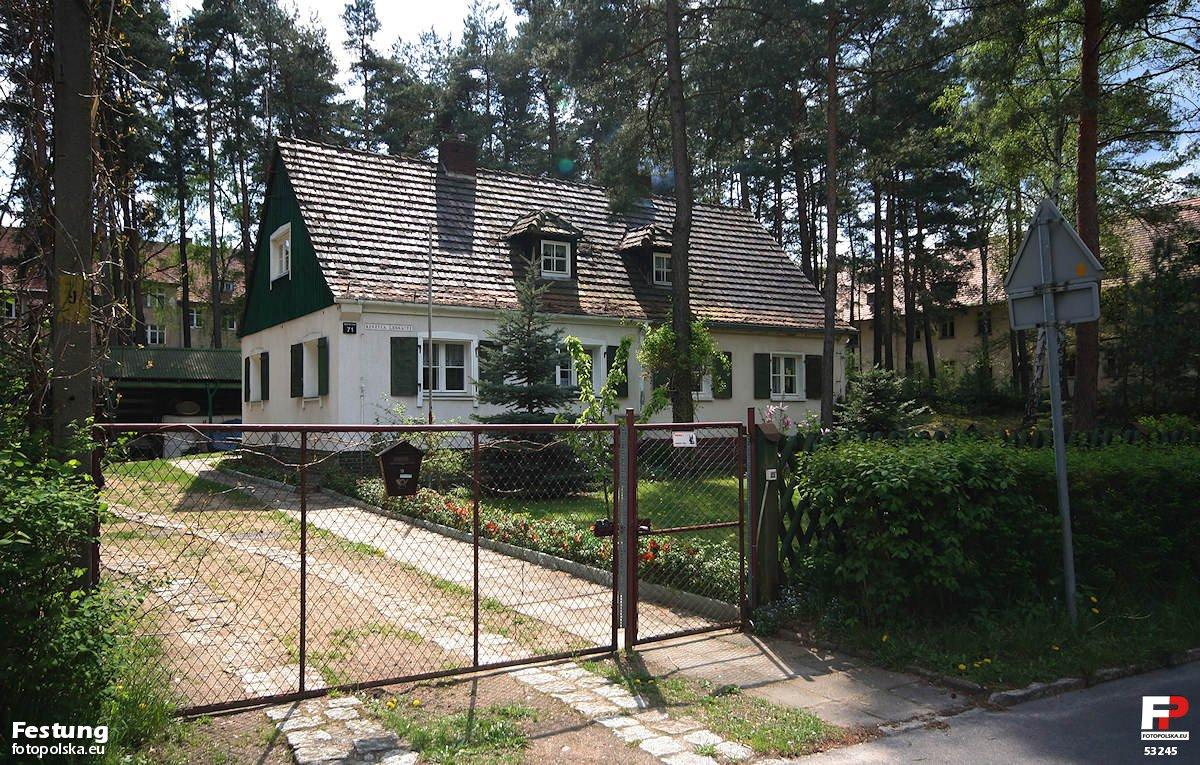
Poniemiecki dom, kiedyś kwatera wyższych oficerów kęszyckiego garnizonu